# USNS Harvey Milk (T-AO-206)
El USNS Oscar V. Peterson (T-AO-206) es un buque de aprovisionamiento de la clase John Lewis en construcción para la Armada de los Estados Unidos.

## Nombre
Como parte del impulso de la "ética guerrera" del secretario de Defensa de los Estados Unidos, Peter Brian Hegseth, el secretario de la Marina, John C. Phelan, bautizó el buque en honor a Oscar Verner Peterson (27 de agosto de 1899 - 7 de mayo de 1942), jefe de agua del USS Neosho (también un buque petrolero, al igual que el USNS Oscar V. Peterson), quien salvó al Neosho del impacto de bombarderos en picado japoneses. Cerró las válvulas de la línea de vapor del mamparo sin ayuda, pero falleció seis días después a causa de quemaduras graves, salvando a 123 personas a bordo del buque que fueron rescatadas. Recibió póstumamente la Medalla de Honor por su valor.

## Construcción

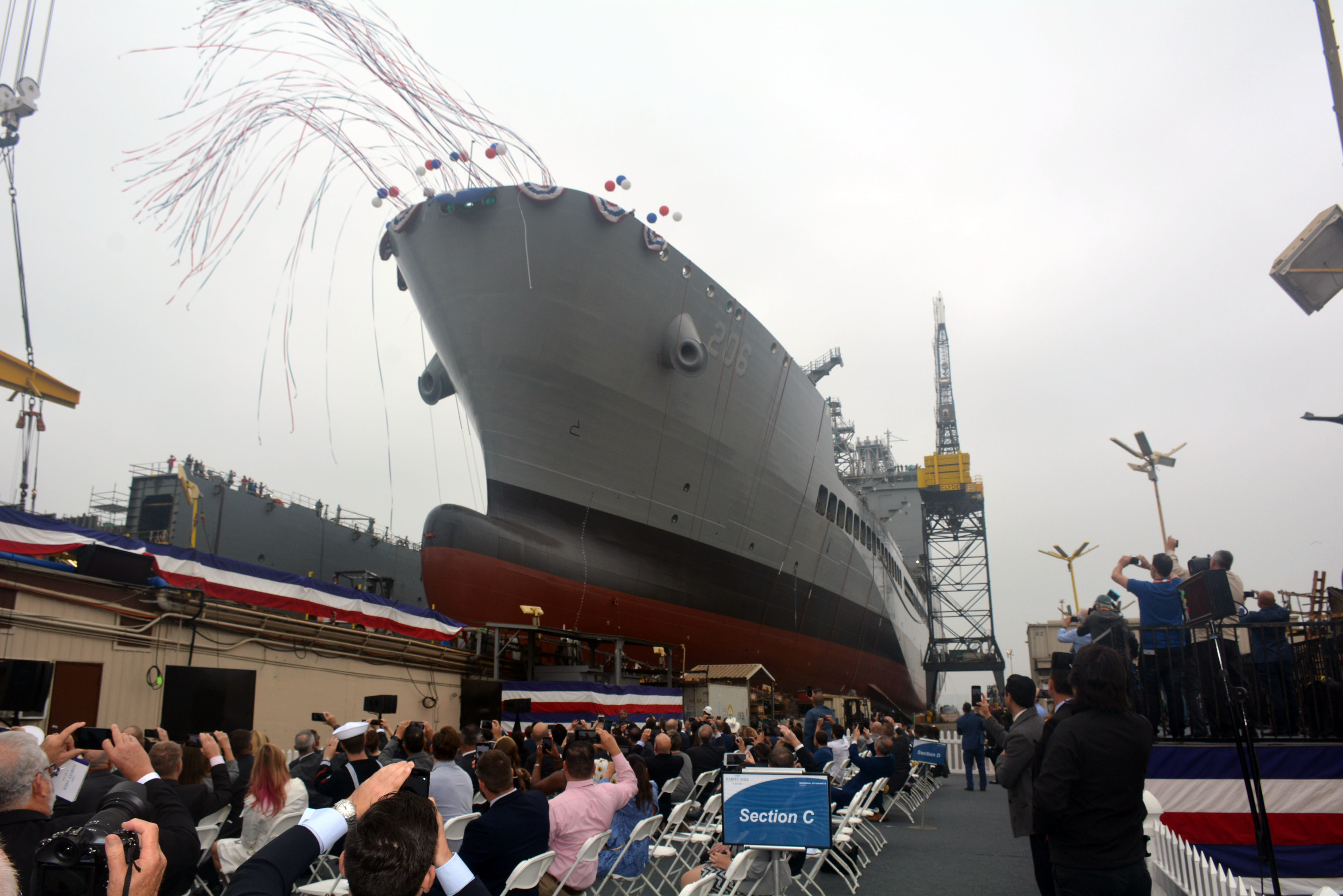
El Oscar V. Peterson en su ceremonia de botadura, noviembre de 2021.

Fue construido en el National Steel and Shipbuilding Co. (California). su casco Fue botado en noviembre de 2021.

## Historial de servicio
El 11 de julio de 2023, el Oscar V. Peterson entró al servicio no oficial en la Marina de los EE. UU. bajo el control del Comando de Transporte Marítimo Militar.